# Дриозавр
Дриозавр (лат. Dryosaurus, буквально — «ящер дуба») — род птицетазовых динозавров из семейства дриозаврид, живших на территории нынешних США во времена верхней юры. Выделяется два валидных вида: Dryosaurus altus (типовой) и Dryosaurus elderae. Оба вида описаны из формации Моррисон, отложения которой, как показывает радиоизотопное датирование, образовывались в промежутке между 156,3 и 148,6 млн лет назад.
Небольшие бипедальные растительноядные животные с длинными задними конечностями. Ископаемые останки данного организма были обнаружены в различных геологических контекстах, включая территории Южной Дакоты, Колорадо, а также в Северном Рейн-Вестфалии (Германия). Части скелета известны из штатов Юта, Колорадо и Вайоминг (США). Дриозавр был научно описан американским палеонтологом Отниелом Чарлзом Маршем в 1894 году.

## Описание

Сравнительный размер Dryosaurus elderae

Согласно оценке Грегори Пола 2016 года, в среднем взрослые особи как D. altus, так и D. elderae, на тот момент ещё не получившего научного описания, достигали 3 м при весе в 100 кг. Дриозавры имели огромные глаза. У них были длинные, тонкие задние конечности с тремя пальцами и намного более короткие передние конечности с пятью длинными пальцами.

## История описания
В дополнение к двум ранее описанным видам, остатки из знаменитых отложений Тендагуру в Танзании, приписанные к виду Dysalotosaurus lettowvorbecki, в ряде научных публикаций именовались как Dryosaurus lettowvorbecki, хотя более поздние исследования показали, что различия между Dysalotosaurus lettowvorbecki и Dryosaurus altus превышали различия в пределах одного рода, наблюдаемые у близкородственных орнитопод. Клинт Бойд выделил Dryosaurus и Dysalotosaurus как родственные таксоны в составе семейства дриозаврид на основе филогении, предложенной Эндрю МакДональдом в соавторстве с другими палеонтологами в 2010 году. В 2018 году Кеннет Карпентер и Питер Гальтон отделили Dryosaurus elderae от D. altus на основании ряда анатомических различий, а именно более длинной нижней подвздошной кости, более длинных и высоких передних шейных позвонков и более глубокой горизонтальной верхнечелюстной ветви скуловой кости.